# Jordan Motor Car
Jordan Motor Car Company var en amerikansk biltillverkare som byggde bilar i Cleveland, Ohio mellan 1916 och 1931.

## Bildgalleri

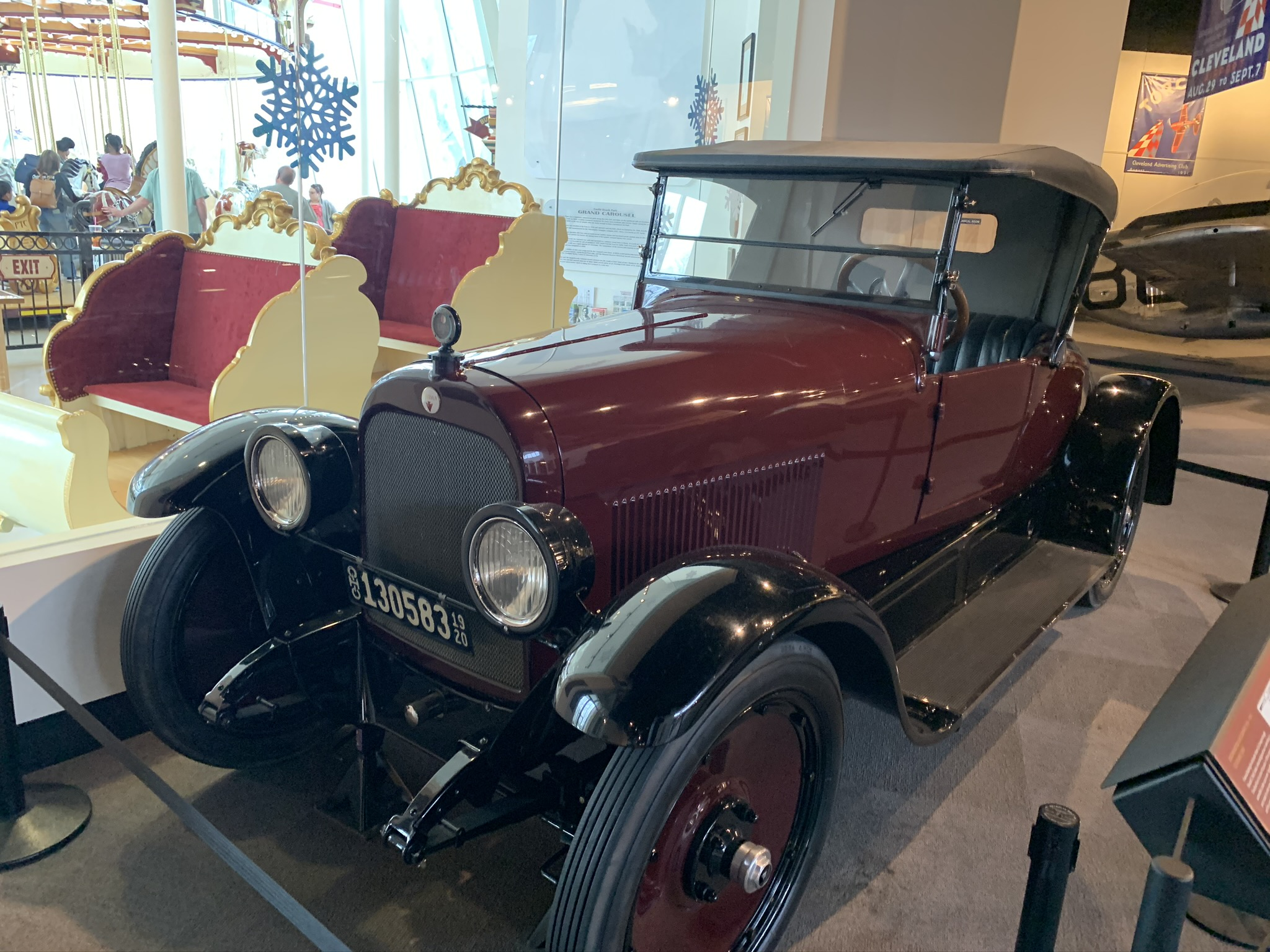
Jordan 1920.
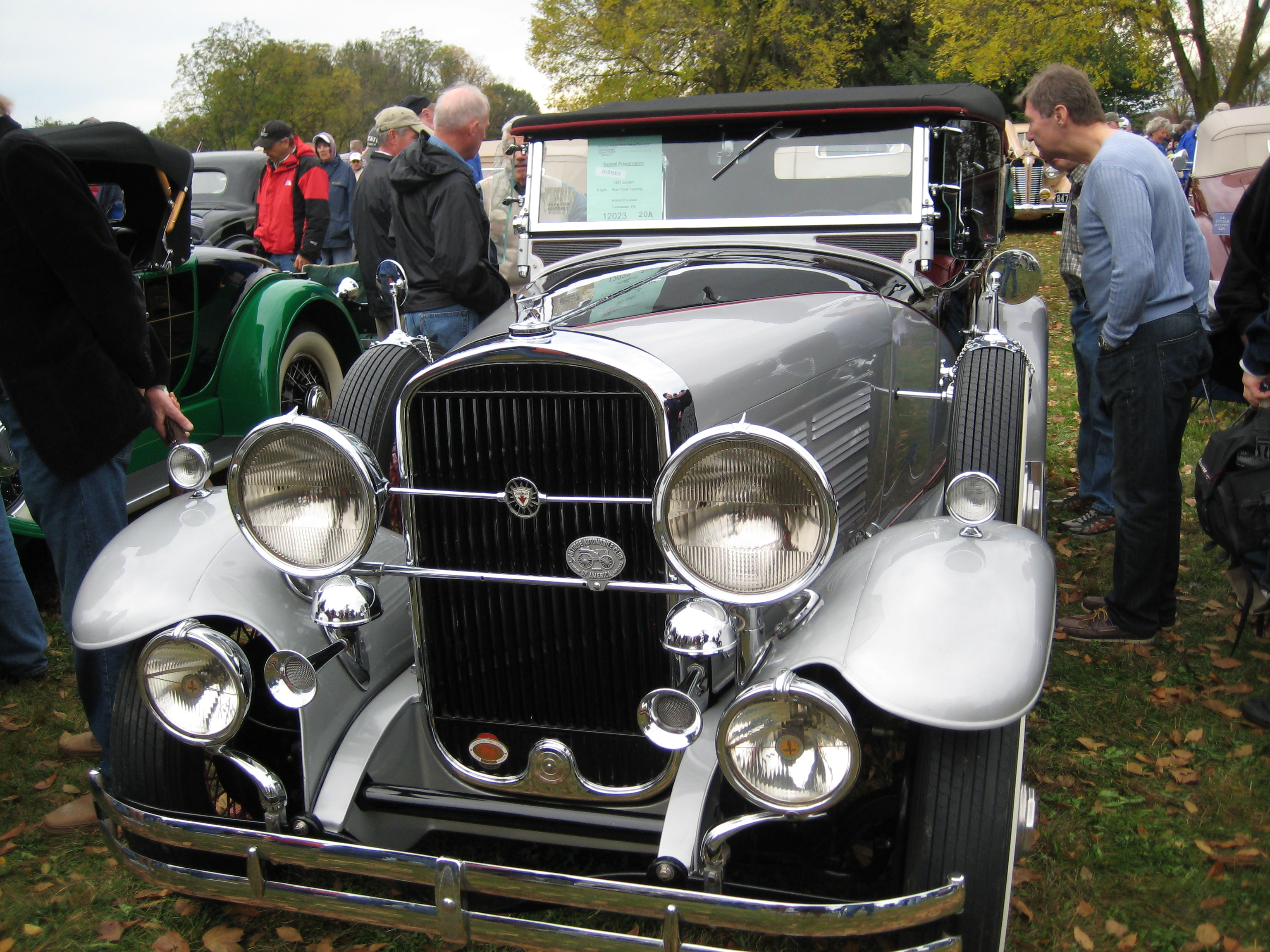
Jordan 1931.
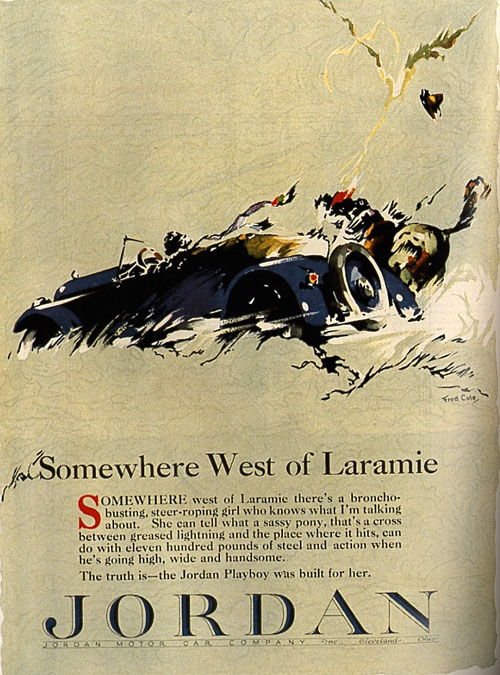
”Somewhere West of Laramie", klassisk marknadsföring från 1923.